# Mitoscelis aculeata
Mitoscelis aculeata är en spindelart som beskrevs av Tord Tamerlan Teodor Thorell 1890. Mitoscelis aculeata ingår i släktet Mitoscelis och familjen käkspindlar. Inga underarter finns listade i Catalogue of Life.